# Snow White and The Huntsman: Original Motion Picture Soundtrack
Snow White and the Huntsman : Original Motion Picture Soundtrack é a trilha sonora oficial do filme de 2012 Snow White and the Huntsman, é a trilha sonora instrumental do filme composta por James Newton Howard contendo a faixa extra gravada por Florence + The Machine. O primeiro single promocional, "Breath of Life por Florence + The Machine foi lançado em Maio de 2012.

## Faixas
| N.º | Título                        | Artista                | Duração |  |
| 1.  | "Snow White"                  | James Newton Howard    |         |  |
| 2.  | "Ravenna Poisons The King"    | James Newton Howard    |         |  |
| 3.  | "Tower Prayers"               | James Newton Howard    |         |  |
| 4.  | "The Wedding"                 | James Newton Howard    |         |  |
| 5.  | "Something For What Ails You" | James Newton Howard    |         |  |
| 6.  | "Escape From The Tower V2"    | James Newton Howard    |         |  |
| 7.  | "You Failed Me Finn"          | James Newton Howard    |         |  |
| 8.  | "White Horse"                 | James Newton Howard    |         |  |
| 9.  | "Passage to Fenland"          | James Newton Howard    |         |  |
| 10. | "Fenland in Flames"           | James Newton Howard    |         |  |
| 11. | "Sanctuary"                   | James Newton Howard    |         |  |
| 12. | "White Hart"                  | James Newton Howard    |         |  |
| 13. | "Hike To Hammond Castle"      | James Newton Howard    |         |  |
| 14. | "Poisoned Apple"              | James Newton Howard    |         |  |
| 15. | "Snow White Wakes Up"         | James Newton Howard    |         |  |
| 16. | "Warriors on the Beach"       | James Newton Howard    |         |  |
| 17. | "Snow Confronts Ravenna"      | James Newton Howard    |         |  |
| 18. | "You Can’t Have My Heart"     | James Newton Howard    |         |  |
| 19. | "Coronation"                  | James Newton Howard    |         |  |
| 20. | "Breath of Life"              | Florence + The Machine |         |  |